# Curanilahue

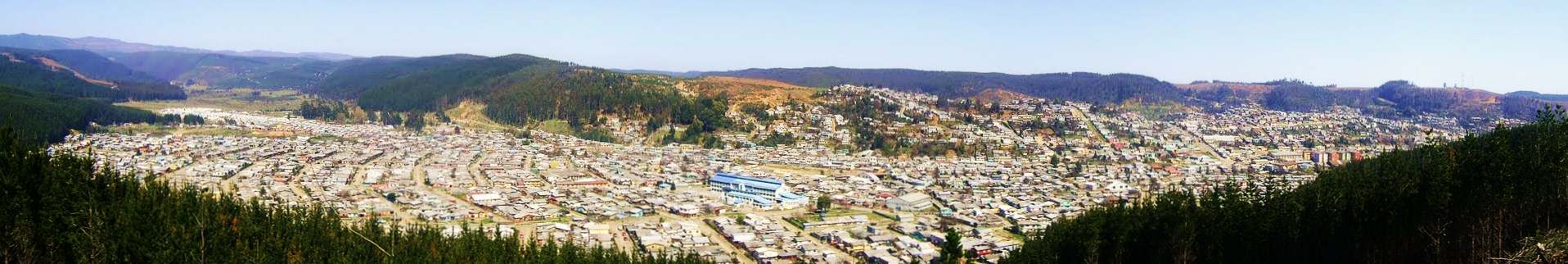
Curanilahue (2012)

Curanilahue ist eine Stadt im Süden des südamerikanischen Anden-Staates Chile.

## Geographie und Klima
Curanilahue liegt rund 39 km südlich von Arauco und rund 40 km nördlich von Cañete in der Región del Bío-Bío. 
Die Stadt liegt am Río Curanilahue und hat rund 30.000 Einwohner (2004). Bekannt ist die Stadt vor allem durch den Steinkohleabbau.
Die mittlere Jahrestemperatur liegt bei 12 °C.

## Geschichte
Die Gegend um Curanilahue war um 1550 ein schwer umkämpftes Gebiet zwischen den Mapuche und den Spaniern. Francisco de Villagra versuchte 1554 von Concepción in die südlichen Gebiete vorzudringen. Am 23. Februar 1554 kam es zur Schlacht von Marigüeñu mit dem Anführer (Toqui) der Mapuche Lautaro. Villagra geriet in einen Hinterhalt und musste sich durch Flucht der Umklammerung entziehen. Die Mapuche begannen danach mit massiven Angriffen auf die Festungen der Spanier. Viele Städte wurden komplett zerstört.
Am 2. Juli 1852 wurde die Provinz Arauco errichtet. Die Gegend um Curanilahue gehörte zum Department Lebu. Am 4. März 1881 wurde per Dekret die Gegend am Río Curanilahue neu eingeteilt. Dies kann als Geburtsstunde von Curanilahue angesehen werden. Die Kommune Curanilahue wurde offiziell am 23. Mai 1913 errichtet.

## Kohleabbau
Der Steinkohleabbau in der Provinz Arauco begann um 1850. Der Schwerpunkt des Abbaus liegt in den Städten Lota und Coronel. Danach folgen Curanilahue und Peumo. Die beiden Städte fördern um 150.000 Tonnen Steinkohle/Jahr.

## Tourismus
Der Steinkohleabbau ist sicherlich die interessanteste Touristenziel in Curanilahue, aber auch das Umland bietet eine Reihe von herrlichen Landschaften für Ausflüge.

## Persönlichkeiten
- Jairo Neira (* 1986), Fußballspieler
- José Bizama (* 1994), Fußballspieler